# Dikilitaş (Besni)
Dikilitaş ist ein Dorf im Landkreis Besni der türkischen Provinz Adıyaman mit 401 Einwohnern (Stand: Ende 2024). Der Ort liegt etwa 30 Kilometer südöstlich der Kreisstadt und 40 Kilometer südwestlich der Provinzhauptstadt Adıyaman. Er ist mit Besni durch eine Landstraße über Üçgöz verbunden. Das Dorf liegt an einem kleinen Nebenfluss des Değirmen Çayı. Dieser mündet acht Kilometer östlich von Dikilitaş in den Göksu, der wiederum in den sechs Kilometer südlich von Dikilitaş fließenden Euphrat mündet.
Zwischen dem Ort und dem Euphrat im Süden liegt eine unwegsame Berglandschaft, lokal Kızıldağ genannt, auf deren Kamm das antike Grabheiligtum Sesönk liegt.